# Détatouage laser
Pour un article plus général, voir Détatouage.
 (décembre 2009).
Si vous disposez d'ouvrages ou d'articles de référence ou si vous connaissez des sites web de qualité traitant du thème abordé ici, merci de compléter l'article en donnant les références utiles à sa vérifiabilité et en les liant à la section « Notes et références ».
Le détatouage laser consiste à éclater les pigments du tatouage grâce à un effet photo-acoustique par un laser. Cette méthode est utilisée par les dermatologues en clinique, ainsi que par certains tatoueurs.

## Historique
Le laser rubis a été le premier laser déclenché utilisé dans les années 1980[réf. souhaitée].
Aujourd'hui, il est reconnu que la technique la plus efficace et la plus sûre pour retirer un tatouage est le laser, et en particulier le laser qualifié de « déclenché » ou de « pigmentaire ». Avec 20 à 30 millions de personnes tatouées dans le monde occidental, dont beaucoup s'étant fait assez récemment tatouer (entre 1990 et 2010), cette demande devrait encore s'accroitre.

## Méthode
En mode impulsionnel déclenché (dit Q-switched) est plus récent est le moins douloureux et le moins destructeur pour la peau, mais il est coûteux, pas toujours totalement efficace, et nécessite souvent plusieurs séances (plus d'une dizaine parfois). Il peut laisser certaines séquelles à la suite de complications telles que purpura, brûlures, infections, hypo- et hyperpigmentations, troubles de cicatrisation, chéloïdes et réactions eczématiformes et dans un cas au moins urticaire aiguë généralisée avec angio-œdème. 

Les lasers nanosecondes et picosecondes sont les plus efficaces et puissants du marché. Ils ne laissent ni trace, ni cicatrice et offrent un résultat définitif. Pour effacer un tatouage, le laser doit atteindre les gouttes d’encre qui ont été injectées dans la surface cutanée. Par un impact photomécanique, le laser fragmente les gouttes d'encre présentes dans la peau, jusqu'à ce qu'elles atteignent une taille comprise entre 5 et 10 microns.

## Principe des lasers déclenchés
La « tête laser », d'où sort le faisceau lumineux initial, comporte deux éléments importants : un milieu actif (souvent un solide, comme le rubis, l'alexandrite ou le Nd:YAG) et un dispositif d'excitation (souvent constitué de lampes flash). Cette tête laser est placée dans une cavité de résonance comprenant deux miroirs (dont un semi-transparent) placés à chacune de ses extrémités.
Dans la « cavité de résonance » des lasers déclenchés, il existe un élément spécifique appelé Cellule de Pockels (ou Q-Switch). Cet élément agit comme un obturateur qui va laisser passer uniquement des impulsions énergétiques géantes ultra courtes (de l’ordre de quelques nanosecondes). L'énergie est très concentrée, et la puissance instantanée de ces impulsions atteint quelques dizaines, voire quelques centaines de Mégawatts. L'intérieur de l'épiderme et les pigments qui y sont logés reçoivent alors des « ondes de choc » qui pulvérisent les particules d'encres.
Un laser déclenché génère un faisceau lumineux possédant généralement une des longueurs d’onde suivantes :
- 695 nm (laser rubis – rayon rouge),
- 755 nm (laser alexandrite – rayon rouge) ou
- 1 064 nm (laser Nd:YAG – rayon infra-rouge).

Chaque longueur d'onde est spécifique d'une couleur d'encre de tatouage donnée. Certains lasers Nd:YAG sont doublés en fréquence et produisent une deuxième longueur d’onde (532 nm - rayon vert).

## Effets indésirables avec les lasers déclenchés
Le résultat cosmétique est généralement difficile. Des complications dermatologiques et certains effets secondaires peuvent résulter de traitement au laser, dont des séquelles en termes de cicatrices, hypopigmentation, hyperpigmentation, effacement incomplet du tatouage, voire foncement d'une couleur claire (noircissement d'un jaune par exemple), ou encore infection, saignements.
Les tatouages réalisés par les amateurs sont souvent plus superficiels, et alors plus faciles à supprimer. Ceux effectués par les professionnels demandent parfois jusqu'à une dizaine de séances de détatouage, souvent sans résultat complet.
Les pigments synthétiques sont souvent plus faciles à détatouer que les pigments naturels comme l'encre de Chine. Par ailleurs, les couleurs jaune et turquoise ne peuvent être effacées que par un laser de resurfaçage qui en fait va brûler totalement cette zone de peau.
Les effets secondaires (douleur, rougeur, inflammation…) sont souvent transitoires quand le traitement est bien fait. Ce sont les lasers rubis ou alexandrite, dont les longueurs d’onde sont fortement absorbées par la mélanine de l’épiderme, peut conduire à des hypopigmentations (disparition des pigments de la peau), et quelquefois à des hyperpigmentations sur les peaux foncées. Les lasers Nd:YAG respectent mieux la peau. Les risques de cicatrices disgracieuses diminuent actuellement avec les nouveaux lasers plus performants.

## Autres applications des lasers déclenchés
Les lasers déclenchés peuvent également enlever les pigments naturels de l'épiderme (taches de vieillesse, taches solaires, taches de naissance…) en une seule séance[réf. souhaitée].
Certains lasers déclenchés Nd:YAG peuvent être aussi utilisés pour l’épilation, le remodelage cutané non ablatif (rides), les peelings lasers, le traitement de l'acné… mais bien moins efficaces que les lasers provoquant l'effet thermolyse avec la même longueur d'onde.

### Cas particuliers de tatouages dont les pigments sont combustibles ou explosifs
Dans quelques cas, lors de la destruction au laser d'un tatouage, des pigments riches en nitrates ou organométalliques peuvent s'enflammer dans la peau voire y créer des mini-explosions. Leur ignition peut en effet être déclenchée par le laser destiné à détruire le tatouage.
Ainsi, il existe le cas de « tatouages accidentels » dus à l'insertion de poudre de fusil dans la peau lors d'un accident par explosion ou blessure par balle ; de telles poudres ne devraient être traités au laser qu'avec précaution, car le laser provoque de petites explosions avec cavitations dans l'épiderme, et les « trous trans épidermiques » ainsi formés laissent des cicatrices hypertrophiques, qui peuvent toutefois selon Weisel et Pillekamp (2011) éventuellement être à leur tour traitées (« Resurfaçage de la peau ») par un autre type de laser),
Il existe également le cas aux États-Unis de la destruction au laser d'un tatouage qui avait été réalisé avec des pigments colorés issu de poudre de feux d'artifice. Le laser a provoqué de petites explosions avec étincelles visibles à l'œil nu projetées au travers de la peau, lesquelles ont laissé des cicatrices de type varioliques et lors du traitement d'un autre tatouage sur la face (où avec précaution et après essai sur une petite partie du tatouage, 75 % des pigments ont pu être détruits sans laisser de cicatrices)